# 長尾景房
長尾 景房（ながお かげふさ）は、室町時代中期の武士。
越後国守護代・長尾高景の子として誕生。兄・邦景が守護代として権勢を振るったのに対し、景房は守護・上杉房朝の近臣として忠実に仕えた。
房朝の後継の房定と対立した兄の系統が嘉吉の乱で没落すると、守護の忠実な家臣であった景房の系統が隆盛した。子孫からは長尾為景、景虎（上杉謙信）が出ている。